# Magnolia, Texas
Magnolia là một thành phố thuộc quận Montgomery, tiểu bang Texas, Hoa Kỳ. Năm 2010, dân số của xã này là 1393 người.

## Khí hậu
| Dữ liệu khí hậu của David Wayne Hooks Memorial Airport near Tomball, Texas, 1981–2010 normals, extremes 1888–present | Dữ liệu khí hậu của David Wayne Hooks Memorial Airport near Tomball, Texas, 1981–2010 normals, extremes 1888–present | Dữ liệu khí hậu của David Wayne Hooks Memorial Airport near Tomball, Texas, 1981–2010 normals, extremes 1888–present | Dữ liệu khí hậu của David Wayne Hooks Memorial Airport near Tomball, Texas, 1981–2010 normals, extremes 1888–present | Dữ liệu khí hậu của David Wayne Hooks Memorial Airport near Tomball, Texas, 1981–2010 normals, extremes 1888–present | Dữ liệu khí hậu của David Wayne Hooks Memorial Airport near Tomball, Texas, 1981–2010 normals, extremes 1888–present | Dữ liệu khí hậu của David Wayne Hooks Memorial Airport near Tomball, Texas, 1981–2010 normals, extremes 1888–present | Dữ liệu khí hậu của David Wayne Hooks Memorial Airport near Tomball, Texas, 1981–2010 normals, extremes 1888–present | Dữ liệu khí hậu của David Wayne Hooks Memorial Airport near Tomball, Texas, 1981–2010 normals, extremes 1888–present | Dữ liệu khí hậu của David Wayne Hooks Memorial Airport near Tomball, Texas, 1981–2010 normals, extremes 1888–present | Dữ liệu khí hậu của David Wayne Hooks Memorial Airport near Tomball, Texas, 1981–2010 normals, extremes 1888–present | Dữ liệu khí hậu của David Wayne Hooks Memorial Airport near Tomball, Texas, 1981–2010 normals, extremes 1888–present | Dữ liệu khí hậu của David Wayne Hooks Memorial Airport near Tomball, Texas, 1981–2010 normals, extremes 1888–present | Dữ liệu khí hậu của David Wayne Hooks Memorial Airport near Tomball, Texas, 1981–2010 normals, extremes 1888–present |
| Tháng | 1 | 2 | 3 | 4 | 5 | 6 | 7 | 8 | 9 | 10 | 11 | 12 | Năm |
| --- | --- | --- | --- | --- | --- | --- | --- | --- | --- | --- | --- | --- | --- |
| Cao kỉ lục °F (°C)                                                                                                   | 84 (29) | 91 (33) | 96 (36) | 95 (35) | 99 (37) | 107 (42) | 105 (41) | 109 (43) | 109 (43) | 99 (37) | 89 (32) | 85 (29) | 109 (43) |
| Trung bình ngày tối đa °F (°C)                                                                                       | 61.5 (16.4) | 65.6 (18.7) | 72.1 (22.3) | 78.7 (25.9) | 85.7 (29.8) | 90.4 (32.4) | 93.1 (33.9) | 93.8 (34.3) | 89.2 (31.8) | 82.6 (28.1) | 71.7 (22.1) | 64.5 (18.1) | 79.1 (26.2) |
| Trung bình ngày °F (°C)                                                                                              | 51.5 (10.8) | 55.1 (12.8) | 60.8 (16.0) | 67.9 (19.9) | 75.8 (24.3) | 80.8 (27.1) | 82.1 (27.8) | 82.6 (28.1) | 78.0 (25.6) | 70.1 (21.2) | 60.0 (15.6) | 52.9 (11.6) | 68.2 (20.1) |
| Tối thiểu trung bình ngày °F (°C)                                                                                    | 41.4 (5.2) | 44.7 (7.1) | 49.5 (9.7) | 57.1 (13.9) | 65.9 (18.8) | 71.2 (21.8) | 71.2 (21.8) | 71.4 (21.9) | 66.7 (19.3) | 57.5 (14.2) | 48.3 (9.1) | 41.2 (5.1) | 57.2 (14.0) |
| Thấp kỉ lục °F (°C)                                                                                                  | 5 (−15) | 6 (−14) | 21 (−6) | 31 (−1) | 42 (6) | 52 (11) | 62 (17) | 54 (12) | 45 (7) | 29 (−2) | 19 (−7) | 7 (−14) | 5 (−15) |
| Lượng Giáng thủy trung bình inches (mm)                                                                              | 3.55 (90) | 3.03 (77) | 3.59 (91) | 3.39 (86) | 4.77 (121) | 5.22 (133) | 3.84 (98) | 4.70 (119) | 4.57 (116) | 5.30 (135) | 4.72 (120) | 3.80 (97) | 50.48 (1.282) |
| Số ngày giáng thủy trung bình (≥ 0.01 in)                                                                            | 9 | 8 | 9 | 7 | 8 | 10 | 10 | 8 | 8 | 8 | 8 | 10 | 101 |
| Nguồn: NOAA (precipitation days 2000–2017 at Bush International)                                                     | | | | | | | | | | | | | |